# Championnat de Guadeloupe de football 2009-2010
La Saison 2009-2010 du Championnat de Guadeloupe de football est la cinquante-huitième saison de la Division d'Honneur guadeloupéenne et qui met aux prises 14 clubs pour le titre de Champion de Guadeloupe de football. Cette année, le CS Moulien remet son titre de Champion de Guadeloupe en jeu.
La formule reste la même avec un système de points identique (4 points pour une victoire, 2 points pour un match nul et 1 point pour une défaite).À la fin de saison, les quatre premiers seront qualifiés pour la Ligue Antilles et les 3 derniers seront relégués en Promotion d'Honneur Régionale (deuxième division guadeloupéenne).
Le 19 mai 2010, lors de l'avant dernière journée du championnat, la JS Vieux-Habitants a remporté le titre pour la 2e fois de son histoire après celui de 2006.

## Clubs
| \| CS Moulien L'Étoile de Morne-à-l'Eau JS Vieux Habitants Evolucas de Petit-Bourg Le Gosier : AS Dragon, AS Gosier Union Sainte-Rosienne Pointe-à-Pitre : Red Star, Sol. Scolaire AC Marie-Galante US Baie-Mahault La Gauloise de Basse-Terre AJSS Terre-de-Haut Stade lamentinois \| Clubs du championnat de Guadeloupe 2009-2010 |
| CS Moulien L'Étoile de Morne-à-l'Eau JS Vieux Habitants Evolucas de Petit-Bourg Le Gosier : AS Dragon, AS Gosier Union Sainte-Rosienne Pointe-à-Pitre : Red Star, Sol. Scolaire AC Marie-Galante US Baie-Mahault La Gauloise de Basse-Terre AJSS Terre-de-Haut Stade lamentinois                                                    |

Liste effectuée en fonction du classement des équipes à la fin du championnat 2008-2009
- Le Moule, CS Moulien, Champion en titre, qualifié pour la Ligue Antilles 2010
- Morne-à-l'Eau, L'Étoile de Morne-à-l'Eau, qualifié pour la Ligue Antilles 2010
- Vieux-Habitants, JS Vieux-Habitants, qualifié pour la Ligue Antilles 2010
- Petit-Bourg, Evolucas de Petit-Bourg, qualifié pour la Ligue Antilles 2010
- Le Gosier, Association sportive des dragons
- Sainte-Rose, Union Sainte-Rosienne
- Pointe-à-Pitre, Red Star de Pointe-à-Pitre
- Pointe-à-Pitre, Solidarité Scolaire de Pointe-à-Pitre
- Grand-Bourg, Amical Club de Marie-Galante
- Baie-Mahault, Union Sportive de Baie-Mahault
- Basse-Terre, La Gauloise de Basse-Terre
- Terre-de-Haut, AJSS de Terre-de-Haut, promu
- Le Gosier, AS Gosier, promu
- Lamentin, Stade lamentinois, promu

## Classement final[1]
| Rang | Équipe                     | Pts | J  | G  | N  | P  | Bp | Bc | Diff |
| ---- | -------------------------- | --- | -- | -- | -- | -- | -- | -- | ---- |
| 1    | JS Vieux-Habitants         | 88  | 26 | 20 | 2  | 4  | 55 | 21 | +34  |
| 2    | CS Moulien                 | 86  | 26 | 18 | 6  | 2  | 43 | 11 | +32  |
| 3    | Étoile                     | 64  | 26 | 10 | 8  | 8  | 35 | 25 | +10  |
| 4    | AJSS                       | 62  | 26 | 9  | 9  | 8  | 40 | 35 | +5   |
| 5    | Gauloise                   | 61  | 26 | 9  | 8  | 9  | 30 | 28 | +2   |
| 6    | Union Sainte-Rosienne      | 58  | 26 | 6  | 14 | 6  | 27 | 30 | -3   |
| 7    | Red Star de Pointe-à-Pitre | 58  | 26 | 7  | 11 | 8  | 23 | 31 | -8   |
| 8    | Amical Club                | 56  | 26 | 8  | 6  | 12 | 29 | 37 | -8   |
| 9    | Evolucas                   | 56  | 26 | 6  | 12 | 8  | 17 | 25 | -8   |
| 10   | Stade Lamentinois          | 54  | 26 | 6  | 10 | 10 | 27 | 27 | 0    |
| 11   | AS Dragon                  | 54  | 26 | 6  | 10 | 10 | 23 | 29 | -6   |
| 12   | AS Gosier                  | 52  | 26 | 6  | 9  | 11 | 17 | 30 | -13  |
| 13   | US Baie-Mahaut             | 51  | 26 | 6  | 7  | 13 | 20 | 36 | -16  |
| 14   | Solidarité Scolaire        | 48  | 26 | 4  | 10 | 12 | 16 | 32 | -16  |

|  | Champion de Guadeloupe et qualification pour la Ligue Antilles 2010-2011 et le Trophée des clubs champions |
|  | Qualification pour la Ligue Antilles 2010-2011                                                             |
|  | Relégation en Promotion d'Honneur Régionale (2e division)                                                  |

## Classement final des buteurs
| # |  | Joueur           | Club                      | Buts |
| - |  | ---------------- | ------------------------- | ---- |
| 1 |  | Marc Arbau       | AJSS Terre-de-Haut        | 20   |
| 2 |  | Stéphane Amadiah | L'Étoile de Morne-à-l'Eau | 16   |
| 3 |  | Eric Mocka       | JS Vieux-Habitants        | 14   |
| 4 |  | Dominique Mocka  | JS Vieux-Habitants        | 13   |
|   |  | Teddy Lami       | JS Vieux-Habitants        | 12   |

## Bilan de fin de saison
- Champion : Jeunesse Sportive de Vieux-Habitants

- Qualifiés pour le Trophée des Clubs Champions 2010 : Jeunesse Sportive de Vieux-Habitants et Club Sportif Moulien

- Qualifiés pour la Ligue Antilles 2011 : Jeunesse Sportive de Vieux-Habitants, Club Sportif Moulien, Etoile de Morne-à-l'eau et AJSS Terre-de-Haut

- Relégués en Promotion d'Honneur Régionale : AS Gosier, Union Sportive de Baie-Mahault et Solidarité Scolaire de Pointe-à-Pitre

- Promus de Promotion d'Honneur Régionale : Phare du Canal, Sirocco des Abymes et ASG Juventus de Sainte-Anne

- Meilleur buteur : Marc Arbau (AJSS Terre-de-Haut), 20 buts

- Meilleure attaque : Jeunesse Sportive de Vieux-Habitants, 55 buts marqués

- Meilleure défense : Club Sportif Moulien, 11 buts encaissés